# Gobernador Crespo
Gobernador Crespo es una localidad de la provincia de Santa Fe, del departamento San Justo. Se encuentra a 150 km de la ciudad capital provincial Santa Fe y a 620 km al norte de la ciudad de Buenos Aires sobre la Ruta Nacional 11.
Recibió estatus de Comuna el 24 de noviembre de 1921.

## Historia
El 1° de septiembre de 1889, después de prolongadas gestiones de Don Ignacio Crespo, queda habilitada la estación ferroviaria de la línea Santa Fe - Reconquista, que se sitúa frente a lo que posteriormente sería el pueblo de San Rómulo, hoy Gobernador Crespo.
En 1894 se establecen las primeras familias; en 1895 se realizan las primeras cosechas, que eran de maní y maíz, y se instala el primer taller de herrería mecánica. En 1897 Don Ignacio Crespo mensura, delinea y fracciona el trazado del pueblo, con la aprobación del Superior Gobierno Provincial, como así también realiza donaciones de terrenos para lo que hoy es la plaza central, el hospital, parroquia y demás.
De esta manera comienza a desarrollarse un pueblo pujante, agrícola-ganadero por excelencia, y que siempre apuesta al crecimiento.

## Localidades y parajes
- Gobernador Crespo 7864 habitantes (Indec, 2007)
- Parajes
  - Colonia La Argentina

## Santos patronos
- Santo Domingo de Guzmán festividad: 8 de agosto.

## Instituciones
- Esc. de Enseñanza Media Part. Incorporada N.º 8115 "San Antonio"
- Esc. de Educación Técnico profesional N 687

- Esc. N.º 523 "Domingo F. Sarmiento"
- Esc. Municipal (Educación Especial)
- Esc. Part. Incorporada N.º 1126 "Niño Jesús"
- Esc. de Enseñanza Media para Adultos N.º 1262
- Asociación de Cultura
- Campus Gdor. Crespo
- Jardín de infantes N.º 8091 Sebastián Puig Sola
- Biblioteca popular Estanislao Zeballos
- Centro Cultural Tradicionalista "Cacique Mariano Salteño"
- Museo Histórico Regional "Sebastián J. Puig"
- Arzobispado de Santa Fe
- Iglesia católica: parroquia de Santo Domingo de Guzmán
- COO.CRE.SER (Coop. de Prov. de Obras y Servicios Públicos de Gdor. Crespo Ltda.)
- Centro Comercial e Industrial de Gob. Crespo
- Asociación Mutual de Ayuda Entre Asociados y Adherentes F.C.R. Belgrano
- Centro de Jubilados
- Club de Abuelos
- Club Deportivo Unión
- Asociación Mutual de Ayuda entre Asociados y Dirigentes del Club Deportivo Unión
- Football Club Recreativo Belgrano
- Asociación Crespense de Bochas
- R.B.C.
- Banco Nación Argentina
- Asoc.de Bomberos Voluntarios del distrito Gobernador Crespo
- Banco Santa Fe
- Banco Macro
- EFI Esc. de fútbol Infantil Fray Buenaventura Giuliani
- CLINICA COO.CRE.SER.
- Hospital Dr. Carlos Boratti
- IMER SRL Instituto Médico Regional
- Juventud Agraria Cooperativista Gobernador Crespo
- Museo histórico regional  Sebastián Julián Puig
- Planta productiva de Tregar

## Parroquias de la Iglesia católica en Gobernador Crespo
| Arquidiócesis | Santa Fe de la Vera Cruz |
| ------------- | ------------------------ |
| Parroquia     | Santo Domingo de Guzmán  |

## Sitios externos
- Wikimedia Commons alberga una categoría multimedia sobre Gobernador Crespo.
- Sitio provincial Inforama
- Sitio federal IFAM

- Datos: Q2272040
- Multimedia: Gobernador Crespo / Q2272040